# Zahraniční rukojmí v Pákistánu
Toto je seznam známých zahraničních rukojmí v Pákistánu. Cizinci jsou často unášeni různými ozbrojenými skupinami, které vydělávají na současné válce v Severozápadním Pákistánu a mají spojitost s terorismem v Pákistánu.

## Časová osa
- 23. leden 2002: Daniel Pearl, americký židovský novinář byl unesen v Karáčí ozbrojenou skupinou. Byl popraven o devět dnů později.

- 10. říjen 2004: Dva čínští technici pracující na přehradě Gomal Zam byli uneseni s jejich řidičem a strážcem v Jižním Vazíristánu u afghánských hranic. Řidič a strážce byli později propuštěni. Pákistánské ozbrojené síly zachránili jednoho z unesených o několik dní později, avšak druhý z techniků byl zabit během záchranné akce.[1][2]

- 28. září 2008: Piotr Stańczak, polský technik a geolog byl přepaden neznámými ozbrojenci ve městě Attock. Ozbrojenci zabili jeho řidiče, překladatele a strážného, s kterými cestoval ve voze.[3] Stańczak byl popraven ozbrojenci 7. února 2009. Video popravy bylo zveřejněno.[4] Jeho popravčí řekli, že Stańczak byl zabit proto, že pákistánská vládla odmítla propustit talibanské vězně.[4]

- 2. únor 2009: John Solecki, Americký úředník pracující pro UNHCR v Quettě byl unesen neznámou militantní skupinou Baloch. Jeho řidič byl zastřelen.[5] Solecki byl nakonec propuštěn 4. dubna 2009.[6]

- 2. červenec 2011: Únos švýcarských turistů v Balúčistánu při cestě Balúčistánem.[7] Pár byl přepaden neznámými ozbrojenci spolupracujícími s Pákistánským Talibanem v Provincii Loralai, která je vzdálena přibližně 150 km severně od hlavního města provincie Quetta. Pár uprchl v březnu 2012.[8]

- 13. srpen 2011: Warren Weinstein, americký humanitární pracovník byl v Lahore unesen od svého bydliště neznámými ozbrojenci.[9] V prosinci 2011 Ayman al-Zawahiri oznámil, že jej drží ve FATA.[10]

- leden 2012: Khalid Rasjed Dale, Brit unesený v lednu v Pákistánu se našel – bez hlavy[11] Brit, který v Pákistánu pracoval pro Červený kříž a kterého v lednu unesli ozbrojenci, byl nalezen ve městě Kvéta se sťatou hlavou. Referovali o tom tato mezinárodní organizace a pákistánská policie. Britský občan Khalil Rasjed Dale byl unesen začátkem ledna, když se vracel domů z práce. Jeho tělo bylo nalezeno na okraji silnice na periferii Kvéty na jihozápadě Pákistánu. Červený kříž zastavil svou činnost ve většině Pákistánu. Důvodem je únos a zabití pracovníka  pracujícího pro Červený kříž.[12]

- 14. březen 2013: Dvě české turistky byly uneseny blízko západní Pákistánské hranice. Dvě ženy byly na cestě po silnici do Indie.[13] Díky turecké neziskové organizaci IHH byly po dvou letech obě propuštěny.[14]